# HD 196944
HD 196944 ist ein Doppelstern in einer Entfernung von etwa 1700 Lichtjahren. Er gehört zu den CEMP-Sternen, womit er auch ein pekuliärer Stern ist. Der Subtyp ist CEMP-s.
Das System besteht wohl aus 2 Sternen mit vergleichbarer Masse, beide haben wohl eine leicht geringere Masse als die Sonne.